# Parafia Świętej Trójcy w Lubiszewie Tczewskim
Parafia Świętej Trójcy w Lubiszewie Tczewskim – rzymskokatolicka parafia znajdująca się w Lubiszewie Tczewskim. Należy do dekanatu tczewskiego w diecezji pelplińskiej. 
Proboszczem od 2016 jest ks. Krzysztof Niemczyk. Parafia liczy sobie 2750 wiernych. 

## Historia
Położone niedaleko Tczewa Lubiszewo należy do najstarszych osad na Pomorzu Gdańskim. Już w 1185 r. książę Grzymisław zbudował dla parafii drewniany kościół pw. Świętej Trójcy, który został konsekrowany w 1198 roku przez biskupa kujawskiego Stefana. Właścicielami wsi byli joannici, którzy w 1370 roku wszystkie posiadłości sprzedali Krzyżakom, przenosząc siedzibę do Skarszew. W 1596 roku parafia lubieszewska do której należały: Lubiszewo i Rukocin oraz majątki Gosino, Liniewko, Swarożyn i Girzynek została przez biskupa Rozrażewskiego przyłączona do Tczewa. Za czasów Kazimierza Wielkiego stanęła tu murowana świątynia, którą przebudowano w XVIII wieku. 
W 1928 roku w Lubieszewie przywrócono samodzielną parafię obejmującą wiernych z 16 miejscowości: Lubiszewo, Goszyn, Koziany (Owczarki), Liniewko(Linievken), Małżewko, Młynek, Piwnice, Rokitki, Rukocin, Śliwiny, Stanisławie, Swarożyn, Wędkowy, Zabagno, Zwierzynek, a po II wojnie z: Lubiszewo, Stanisławie, Rukosin, Łukocin, Małżewko, Małżewo, Rokitki, Śliwiny. Obecnie na obszarze parafii leżą miejscowości: Rokitki, Rukosin, Śliwiny, Stanisławie, Szpęgawa. Tereny te znajdują się w gminie Tczew, w powiecie tczewskim, w województwie pomorskim.
Parafia od momentu powstania wchodziła w skład archidiakonatu pomorskiego diecezji włocławskiej. Gdy w 1818 roku Pius VII utworzył Pomorski Wikariat Apostolski parafia weszła w jego skład. W 1821 roku bullą De salute animarum została włączona do diecezji chełmińskiej. Bullą Totus Tuus Poloniae Populus z 25 marca 1992 roku Jan Paweł II włączył ją w skład nowo utworzonej diecezji pelplińskiej. 
W 1997 roku dekretem biskupa pelplińskiego ustanowiono w Lubiszewie Sanktuarium Matki Bożej Pocieszenia, a każdorazowy proboszcz parafii otrzymał tytuł kustosza sanktuarium.

## Proboszczowie
- ks. Bolesław Piechowski (1926–1939)[3]
- ks. Franciszek Chyliński (1939–1948)[4]
- ks. Jan Ruciński (1941–1951)[5]
- ks. Paweł Lubiński (1951–1969)[6]
- ks. Stefan Rejewski (1969–1986)[7]
- ks. Kazimierz Mokwa (1986–1988)[8]
- ks. Roman Misiak (1988–2016)[9]
- ks. Krzysztof Niemczyk (od 2016)[10]